# Indul a mandula!!!
Indul a mandula!!! – pierwszy album zespołu Republic, wydany w 1990 roku. przez Hungaroton-Pepita na LP i MC. Nagrań dokonano w 1990 roku w studio LGM.
Album zajął pierwsze miejsce na węgierskiej liście przebojów.
W 1995 roku album został zremasterowany i wydany przez Hungaroton-Gong na MC i CD.

## Lista utworów
Źródło: discogs.com
1. „Neked könnyű lehet” (4:09)
2. „Pionyírok előre bátran” (2:25)
3. „Lángolj és égj el” (2:58)
4. „Vedd el” (3:43)
5. „Igazi szerelem” (3:49)
6. „Ahogy a halak” (5:16)
7. „Válaszd a legrosszabbat” (3:10)
8. „Szerelmes vagyok” (2:53)
9. „Gurul a kő” (4:52)
10. „Repül a bálna” (3:13)
11. „Meleg és boldog” (2:22)
12. „A Madárjós vakáción” (3:46)

## Skład zespołu
Źródło: republic.hu
- László Bódi – wokal
- Csaba Boros – gitara basowa
- László Attila Nagy – perkusja
- Imre Bali – gitara
- Zoltán Tóth – organy Hammonda, gitara